# Avarat
(Avarat)
Avarat è una miniserie a fumetti del 2010 di Leo Ortolani, una parodia del film Avatar reinterpretata con riferimento alla serie umoristica Rat-Man di Ortolani. 
L'albo è composto da due volumi, usciti rispettivamente a novembre e dicembre 2010. È realizzato in 3-D, venduto insieme agli appositi occhialini.

## Trama
Un uomo occidentale (disegnato come Rat-Man, di cui però non viene detto il nome) decide di trovare la comunione con la natura su Pandora, un pianeta selvaggio. Il protagonista viene accettato dagli indigeni Nadalè, che si offrono di insegnargli gli usi e i costumi del loro popolo, con la guida della bellissima Sunèi. Inizia così un comico corso di sopravvivenza nella foresta, in cui il protagonista impara a seguire le tracce degli animali, a cavalcare i Gracchiosauri e a diventare infine un tutt'uno con il pianeta Pandora; viene anche battezzato con il nome in lingua Nadalè "Avarat", che significa "oloturia".
I Nadalè devono poi affrontare un gruppo di militari dotati di tecnologia avanzatissima che vogliono conquistare Pandora: Avarat potrebbe essere l'unica speranza, per gli indigeni.

## Produzione
Avarat nasce come parodia del film Avatar di James Cameron. Essendo Avatar in 3-D, Leo Ortolani ha voluto rendere il fumetto tridimensionale; per farlo, l'autore si è affidato alla tecnica dell'anaglifo, basandosi su un bozzetto per un possibile fumetto in 3-D che Giorgio Franzaroli realizzò per lui anni prima, adattando la prima pagina della storia di Rat-Man Il collezionista (1998).
I disegni (tratti a china in bianco e nero) vedono sovrapposti tratti ciano e rossi, che grazie agli occhialini venduti insieme al fumetto garantiscono un effetto di uscita delle immagini dalla pagina.
Alcuni personaggi sono stati creati ma non inseriti nel fumetto: una «Cinzia-Avatar con la coda luuunga, lunga» e una versione di Rat-Man dalle fattezze aliene. I bozzetti di entrambi i personaggi si trovano nella galleria di immagini del making of di Avarat, alla fine del fumetto.

## Accoglienza
L'albo ha ottenuto un buon riscontro commerciale: il primo numero è stato il secondo albo Panini Comics più venduto nel mese di uscita (dopo Rat-Man Collection n. 81), mentre il secondo numero è stato il più venduto.
Nel 2010 è stata realizzata una maglietta con immagine e logo della storia, anche in versione azzurra speciale per Lucca Comics & Games.